# Robert Bernhard
Robert Julius Bernhard (* 30. Mai 1862 in Tharandt; † 31. März 1943 in Klotzsche) war ein deutscher Forstwissenschaftler.

## Leben
Robert Bernhard kam am 30. Mai 1862 in Tharandt als Sohn des Apothekers Julius Bernhard (1824–1876) und der Camilla Clara (1826–1914) geborene Moser zur Welt. Er studierte Forstwissenschaft an der Forstlichen Lehranstalt Tharandt und wurde Mitglied der Corps Saxonia (1882) und Hercynia (1932). In der Folge verwaltete er zuerst von 1889 bis 1899 die Privatreviere von Lieberose, anschließend ab 1902 die Forsten der Herrschaft Muskau. 1904 übernahm Bernhard als Oberförster das staatliche Revier Hundshübel im Erzgebirge.
Nach dem Ersten Weltkrieg gelangte Robert Bernhard als Vortragender Technischer Rat und Landforstmeister an die Spitze der sächsischen Landesforstverwaltung, die er erfolgreich reorganisierte. Zwecks Behebung der Folgen einseitiger Reinertragswirtschaft disponierte er auf die unbeliebten, aber notwendigen Varianten Hiebsatzherabsetzung und Kulturkostenerhöhung, um. Mit der dadurch erzielten Vorratsauffüllung stellte Bernhard die Produktivität des sächsischen Staatswaldes wieder her. Die Krise der Deflation brachte ihn in Konfrontation zur Regierung, die ihn 1924 „abbaute“.
Unmittelbar danach folgte Robert Bernhard einem Ruf nach Tharandt als Professor für Waldbau und Forsteinrichtung und 1926 einem solchen in die Türkei als forstlicher Berater beim Aufbau der dortigen Forstwirtschaft, dem er sich mit Unterbrechungen bis 1937 widmete. Über vielen Vorschlägen zu Verordnungen und Gesetzen gipfelte sein Werk in dem türkischen Forstgesetz, welches 1937 angenommen wurde.
Robert Bernhard, Vater eines Sohnes, heiratete im Jahr 1892 in Stirling Georgina Amy (1867–1936), die Tochter des John Walker. Er starb zwei Monate vor Vollendung seines 81. Lebensjahres in Klotzsche bei Dresden.

## Werke
- Zahlreiche Aufsätze über türkische Forstverhältnisse, In: Zeitschrift für Weltforstwissenschaft, 1934–36
- Grundlagen, Geschichte und Aufgaben der Forstwirtschaft in der Türkei, Ankara 1935 (deutsch und türkisch)
- Überführung des Urwaldes in Wirtschaftswald – die schwierigste Aufgabe des Forstmannes, In: Silva 25, 1937, Seiten 197 bis 201
- Tätigkeit sächsischer Forstleute außerhalb der Grenzen Sachsens seit 1870, In: Tharandter forstliches Jahrbuch, Band 90, 1939, Seiten 394–474
- Fagus orientalis Lipsky im Taurus, In: Mitteilungen der Deutschen Dendrologischen Gesellschaft, Ausgabe 51, 1939, Seiten 14–22
- Die Grundlagen der Forstwirtschaft – von der Natur gegeben – von den Menschen zu schaffen – am Beispiel der Türkei, In: Mitteilungen der Akademie für deutsche Forstwissenschaften 1, 1941, Seiten 181–98